# Washington (contea di Washington, Pennsylvania)
Washington è un comune (city) degli Stati Uniti d'America capoluogo della contea di Washington, in Pennsylvania.
La cittadina fa parte dell'area metropolitana di Pittsburgh.